# 张人亚
张人亚（1898年5月18日—1932年12月23日），原名张守和，字静泉，浙江省宁波府镇海县泰邱乡（今属宁波市北仑区霞浦街道）人，中国共产党早期党员，曾任中共芜湖中心县委书记、中华苏维埃政府工农检察委员会委员、中央出版局局长、中央印刷局局长等职务。1932年在从江西瑞金前往福建长汀途中因积劳成疾去世。张人亚生前曾在家乡藏有早期《中国共产党章程》等中共中央文件，中华人民共和国成立后由其亲属交由政府保存。

## 生平

### 早年经历
张人亚于1898年5月18日出生于浙江省宁波府镇海县泰邱乡霞南村，原名张守和，为家中次子，其父张爵谦靠种田和做厨师维生。张人亚年幼时在堂兄张晚荷主办的霞浦学堂就读，受到堂兄信仰的三民主义和反帝反封建思想影响。毕业后，张人亚进入镇海县立中学就读。
1913年，为减轻家庭经济负担，张人亚前往上海法租界的老宝盛银楼做学徒，制作金银首饰，在此期间与顾玉娥结婚，但婚后不久妻子去世，两人并未育有子女。

### 组织工人运动

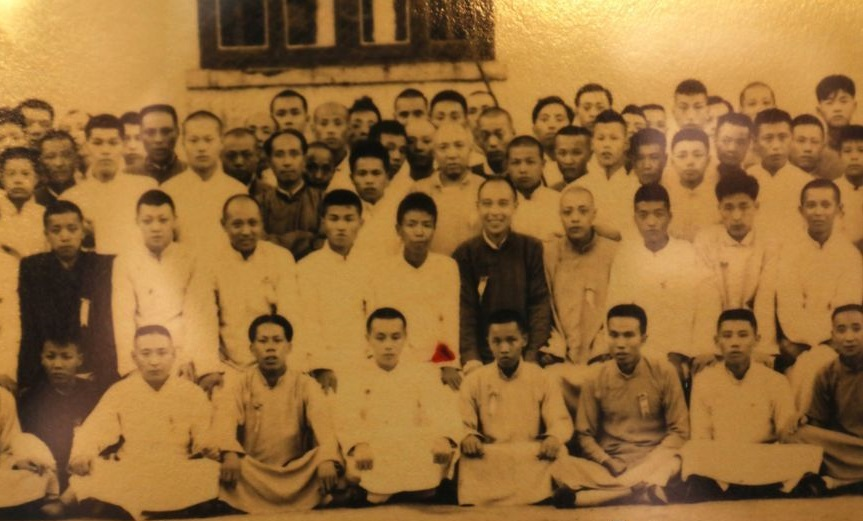
上海金银业工人俱乐部成立大会合照（局部），红色三角形标注的即为张人亚

1921年，张人亚先后加入中国社会主义青年团，次年加入中国共产党，成为中国共产党最早的工人党员之一，也是最早的宁波籍中共党员。1922年中国共产党第二次全国代表大会后，张人亚出任上海金银业工人俱乐部主任，主持2000多名工人罢工。在此期间，张人亚被银楼经营者开除。罢工结束后，张人亚进入商务印书馆工作，并先后担任中国社会主义青年团上海地委委员、书记，商务印书馆党小组组长。1924年10月，张人亚进入莫斯科东方大学学习，学习了《资本论》等马克思主义著作。1925年五卅运动后，张人亚回到中国，在浦东的中共组织中任职。1927年，张人亚参与创办上海总工会机关报《平民日报》。

### 保存中共文件

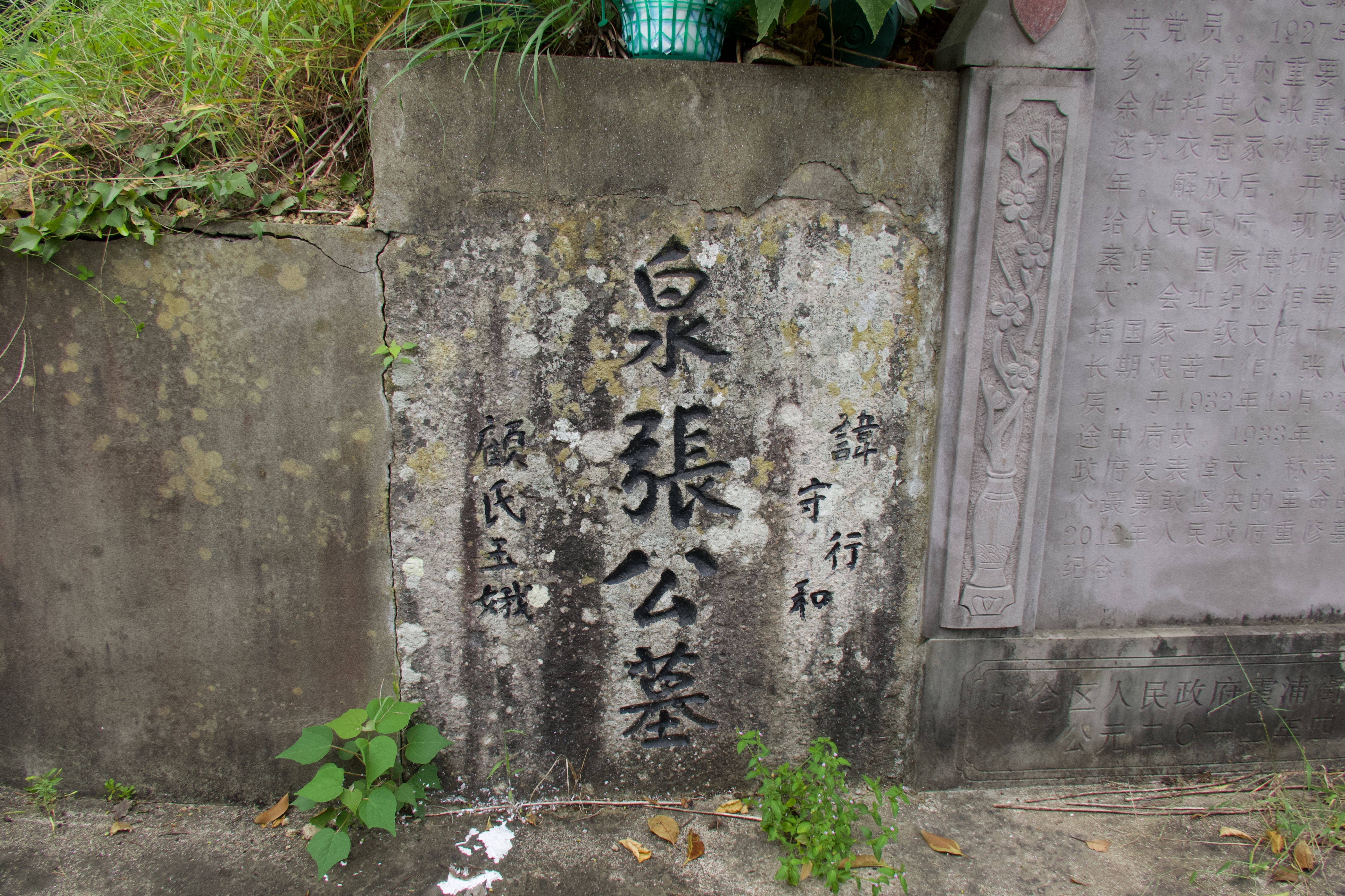
霞浦张人亚衣冠冢

1927年四一二事件后，中共在上海的组织受到威胁。为保存手中的中共文件和马克思主义资料，1927年年底，张人亚回到家乡，将资料委托父亲张爵谦保管。这批资料包括《中国共产党第二次全国大会决议案》和1920年9月版《共产党宣言》等文件和书报，共记30余份。完成委托后，张人亚旋即返回上海，此后再未回乡。张爵谦将这批资料存放在张人亚亡妻的棺材旁，此后宣称儿子久去不归恐已离世，为儿子和亡妻在村东修建了一座合葬墓，将文件资料藏在空棺内下葬，又将墓碑写成“泉张公墓”以掩人耳目。

### 芜湖和苏区工作
1929年，张人亚被调到安徽芜湖，开设金铺，秘密将各苏区的金银兑换成苏区外的流通货币，并交由上海的中共中央作为活动经费。1931年，张人亚担任中共芜湖中心县委书记，领导长江沿岸安庆、芜湖、宣城、屯溪周边34个县的中共活动。1931年11月中华苏维埃共和国临时中央政府成立后，张人亚抵达瑞金，担任中央工农检察委员会委员。1932年6月，张人亚任中央出版局局长兼总发行部部长，兼任中央印刷局局长。在此任上，中央出版局出版发行的刊物共有20余部。1932年12月23日，张人亚从瑞金至长汀检查工作，途中因积劳成疾去世。次年1月7日，中华苏维埃共和国临时中央政府机关报《红色中华》刊登悼词《追悼张人亚同志》，称其为“最勇敢坚决的革命战士”。

### 身后
中华人民共和国成立后的1950年，在失去儿子音信的情形下，张人亚的父亲张爵谦委托三子张静茂将墓穴中的书报和资料上交政府。张静茂将这批资料盖章后，分批捐赠给上海工人运动史料委员会和上海革命历史纪念馆筹备处（即中共一大会址纪念馆）。资料中的《中国共产党章程》被认定为中共第一部党章，《共产党宣言》则为中国现存最早的中文译本之一。这批资料被中国中央档案馆、中国国家博物馆和中共一大会址纪念馆收藏和展出。

## 寻访和纪念

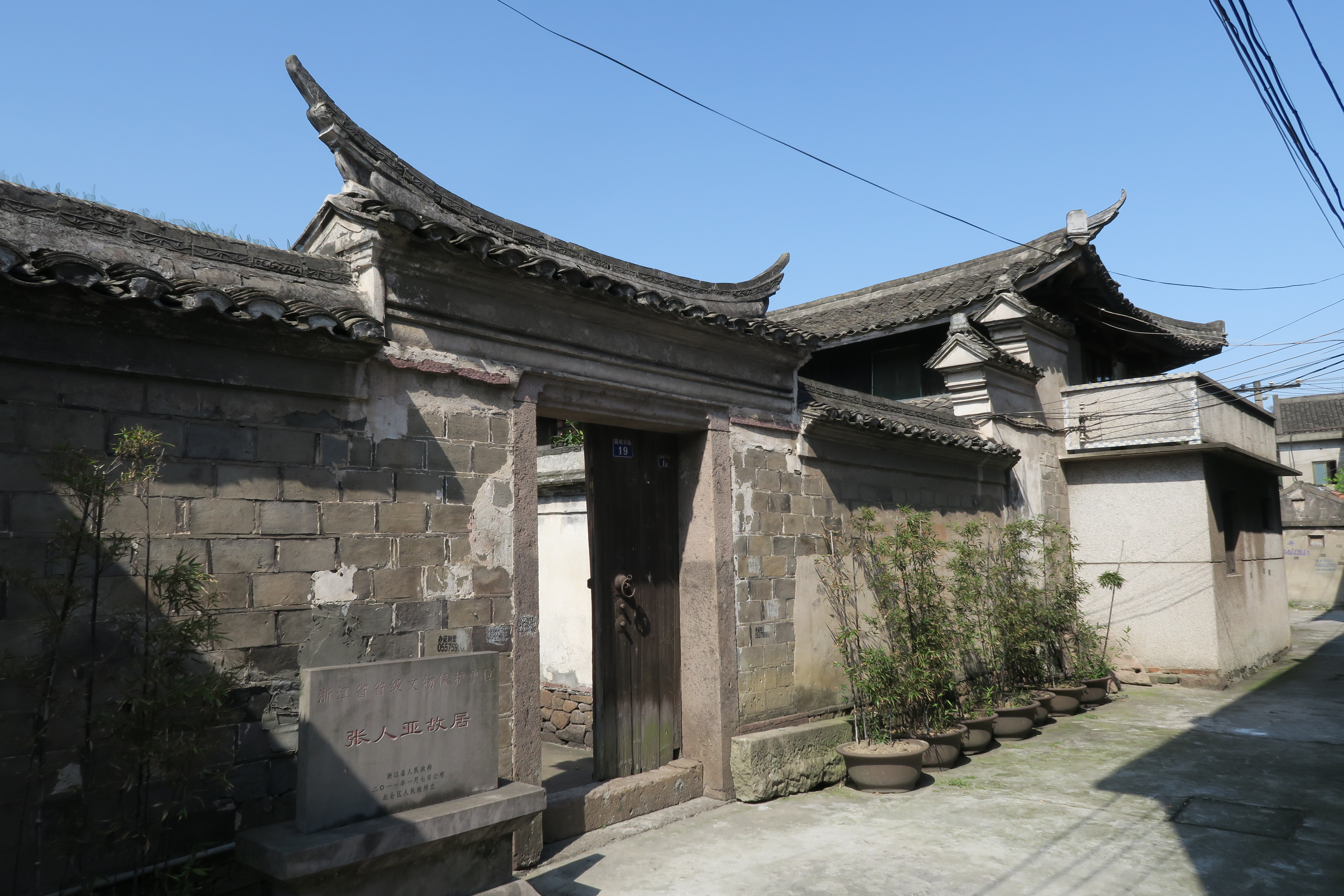
霞浦张人亚故居

1949年以后，张人亚的亲属长时间没有找到张人亚的下落，三代亲属一直没有放弃对张人亚的寻访，但刊登的寻人启事没有回信，对报章的搜寻也没有结果，而浙江烈士纪念馆等官方机构也没有张人亚的信息。直至2005年，通过互联网，在中共瑞金市委党史办等机构的帮助下，张人亚的孙辈获知了张人亚的最终下落。2011年，由亲属策划编纂的《张人亚传》出版。2009年，张人亚故居和衣冠冢被纳入第三次全国文物普查范围，2011年故居被列入第六批浙江省文物保护单位，2023年衣冠冢被列入第八批浙江省文物保护单位。
2017年10月31日，中共中央总书记习近平在中共一大会址纪念馆见到张人亚所藏《共产党宣言》后询问张人亚的下落，张人亚的经历再次引起宁波党政机构和媒体的关注。霞南村新浦老屋被改建成张人亚党章学堂，包括学堂展厅、初心学苑、霞浦会堂、人亚广场四部分，占地4000平方米。北仑区中共党史部门对张人亚的经历进行了整理，并制作广播剧、话剧等文艺作品宣传张人亚的事迹。2021年，为庆祝中国共产党成立100周年拍摄的系列短剧《理想照耀中国》第二集《守护》呈现了张人亚父子守护党章的故事。